# Rite ambrosien
Le rite ambrosien est un rite de célébration de la messe catholique latine en vigueur dans le diocèse de Milan et dans trois vallées tessinoises, Leventina, Blenio et Riviera (51 paroisses de rite ambrosien).
Attribué à Ambroise de Milan, le rite ambrosien fut réformé après le concile Vatican II de la même manière que le rite romain.

## Histoire
Bien qu'il n'y ait aucune preuve que ce rite ait été fixé par Ambroise, évêque de Milan au IVe siècle, il est attesté dès le Ve siècle.
À l'époque carolingienne, Charlemagne, suivant les décisions de même nature prises par son père Pépin le Bref, associe l'unification politique à l'unification religieuse des territoires sous sa domination. En conséquence, alors que l'Église de Rome ne le demande pas elle-même, Charlemagne impose de force le rite liturgique romain à l'ensemble de l'Eglise occidentale.
Malgré cette décision, et malgré une certaine romanisation qu'il subit, le rite ambrosien parvient à se maintenir dans l'Eglise de Milan et dans les régions qui lui sont apparentées grâce au soutien de la population locale. Cependant, de nombreux livres de rite ambrosien sont détruits à cette époque, ce qui rend les sources liturgiques antérieures à l'époque de Charlemagne quasiment inexistantes.
Ultérieurement, les papes Nicolas II, Grégoire VII et Eugène IV tentent à leur tour d'abolir complètement le rite ambrosien, en vain,.
Le cardinal Montini, archevêque de Milan et futur pape Paul VI, célèbre une messe selon le rite ambrosien en 1962 devant les Pères du concile Vatican II.
Le rite est réformé après le concile de Vatican II selon les mêmes principes que le rite romain avec, en particulier, l'emploi du vernaculaire et une profonde réforme des rites d'ouverture et d'offertoire.

## Caractéristiques
La liturgie ambrosienne est assez proche du rite romain, mais a un certain nombre de caractéristiques propres.

### Déroulement des cérémonies

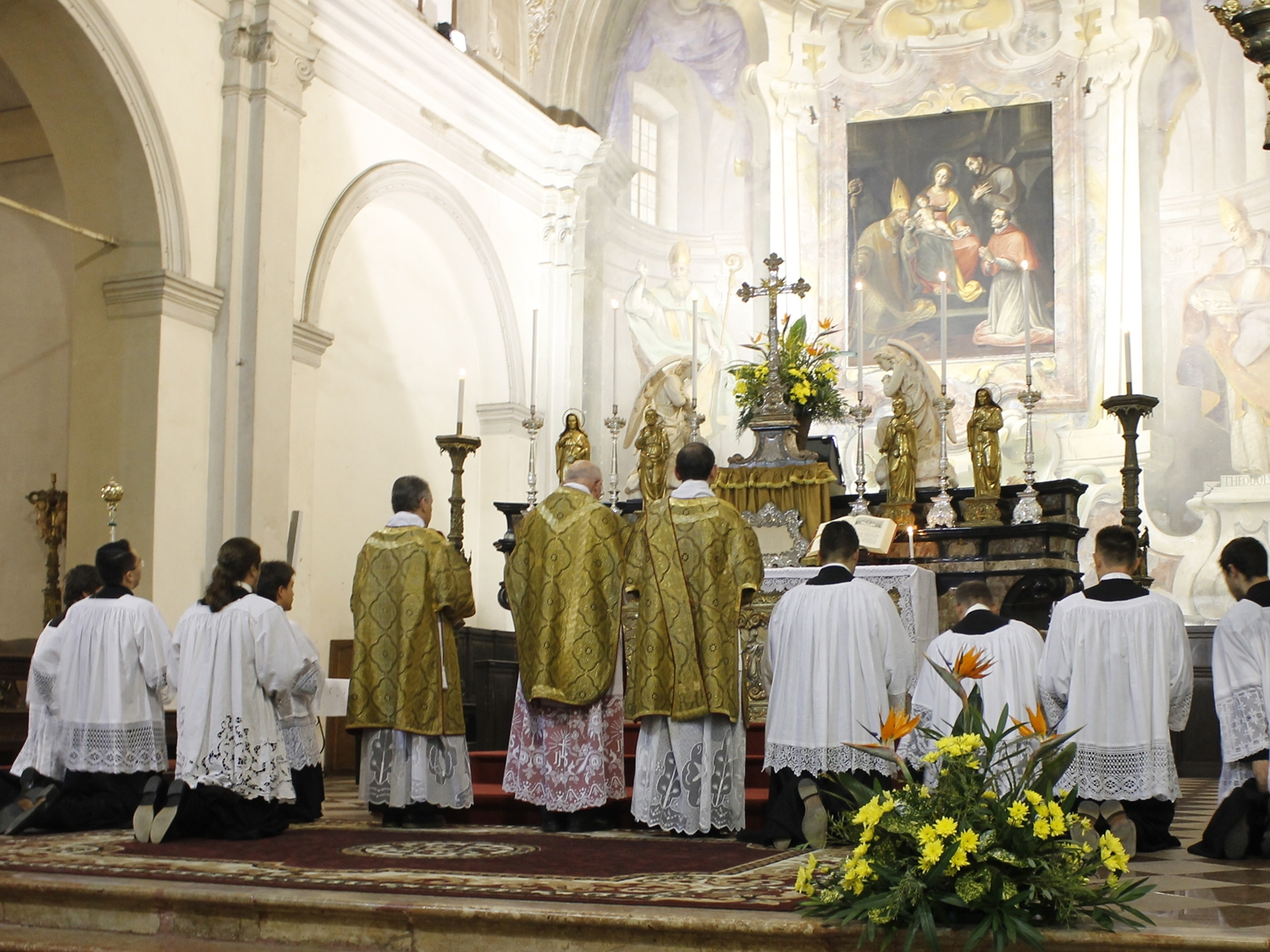
Messe célébrée selon le rite ambrosien à Legnano.

La supplication Kyrie eleison, sans le Christe eleison, est reprise plusieurs fois au cours de la messe. Le Credo est placé après l'Offertoire. La majeure partie des lectures et prières sont propres au rite ambrosien.

### Calendrier liturgique
L'Avent ambrosien débute deux semaines avant l'Avent romain (pour un total de six semaines contre quatre).
Le Carnaval se poursuit au-delà du mardi gras jusqu'au samedi suivant, le sabato grasso (samedi gras). Pour cette raison, il n'y a pas de Mercredi des Cendres et le Carême ne commence qu'au lendemain du sabato grasso.
Jusqu'en 1576, le carnaval milanais durait jusqu'au dimanche suivant le Mercredi des Cendres. L'évêque de Milan, Charles Borromée, décide cette année-là de réduire le carnaval d'une journée et de fixer l'entrée en carême des Milanais au premier dimanche du temps quadragésimal.